# Historia de los ministerios de Economía de España
Este artículo trata sobre los ministerios españoles que, a lo largo de la historia, han asumido competencias en materia económica.
Los ministerios con competencias en Economía han estado ligado históricamente a la vicepresidencia segunda del Gobierno, con la que han compartido titular en numerosas ocasiones. Se encargan de la elaboración de los Presupuestos Generales del Estado que se presentan anualmente ante el Congreso de los Diputados para su aprobación.

## Historia
El Ministerio de Economía surge ante la necesidad de fomentar una política económica autárquica por parte de la dictadura de Primo de Rivera ante la debilidad y carencias del entramado industrial y comercial español frente al resto de las potencias económicas europeas y americanas. La complejidad de los mercados internacionales tras la Primera Guerra Mundial había sumido a España en una fuerte crisis industrial. 

### Política arancelaria proteccionista
Los sectores afectados por la crisis industrial demandaron una política arancelaria proteccionista en defensa de la producción nacional frente a la extranjera y que, a su vez, facilitara las exportaciones. Se inicia así una política autárquica basada en el nacionalismo económico y en el proteccionismo arancelario cuyo mejor exponente es el arancel Cambó de 1922. Ésta fue asumida por la dictadura de Primo de Rivera. Se consiguió así una cierta bonanza económica que fue truncada por la Gran Depresión de 1929. 
El arancel Cambó fue la respuesta técnica y fiscal a la crítica situación deficitaria de la balanza comercial española a partir de 1920. Se trata de una política arancelaria que atiende dos necesidades contrapuestas: una es proteger los distintos sectores de la economía española frente a la internacional, gravando fuertemente las importaciones de los productos producidos por sectores homólogos extranjeros; otra responde a la necesidad de defender la agricultura de exportación, sector con un amplio mercado extranjero y que se veía perjudicado por la subida de los aranceles, víctima de las consiguientes subidas de los países afectados por las medidas españolas. Esto se solucionaba con la firma de tratados internacionales de Comercio y Navegación conviniendo una rebaja particular y significativa del arancel con cada una de las naciones extranjeras con las que se desarrollaba intercambios comerciales. Flores de Lemus definió la situación que se creaba lúcidamente: había una complementariedad entre la agricultura de exportación y la agricultura y la industria necesitadas de protección, aunque los instrumentos empleados por el Estado eran contrapuestos y se creaba una tensión continua entre ellos.

### Dictadura, República y Guerra Civil
Aunque pueden encontrarse antecedentes remotos de la cartera de Economía en la creación del Ministerio de Abastecimientos como consecuencia inmediata de la crisis de 1917; el primer paso hacia la creación de un departamento específico se dio durante la dictadura de Primo de Rivera al constituirse por Real Decreto-Ley de 8 de marzo de 1924 el Consejo de la Economía Nacional. 
El Consejo nacía con la finalidad de estudiar los problemas de la producción y del consumo nacionales, a los efectos de fijar las tarifas aduaneras y determinar la manera de establecer relaciones comerciales internacionales adecuadas a la realidad económica española. Por ello sus funciones primordiales fueron reunir las estadísticas de comercio exterior y de cabotaje; obtener información económica y comercial en España y en el extranjero; establecer la valoración oficial de las mercancías, teniendo en cuenta el coste de las mismas; proponer nuevos aranceles aduaneros, así como la revisión de nomenclaturas y tarifas. También era responsable de proponer la celebración de Tratados de Comercio. Finalmente, este órgano, servía para controlar a todos los grupos de presión del país y encauzar así sus intereses antagónicos: juntas y cámaras de Comercio, Industria y Navegación, asociaciones de productores, organizaciones patronales y sindicales de todo signo.
El Consejo quedaba adscrito a la Presidencia del Gobierno, siendo su presidente el Jefe del Gobierno -en ese momento el Presidente del Directorio- y en ausencia de éste, el ministro de Hacienda –cargo en ese momento suspendido-. No obstante las diversas subsecretarías continuaron manteniendo sus competencias en la materia: Estado, Hacienda, Fomento y Trabajo, Comercio e Industria; lo que en cierta medida restaba eficacia a las funciones del nuevo órgano.
El final del Directorio en 1925, el restablecimiento del régimen ministerial y las circunstancias llevaron a la creación del Ministerio de Economía Nacional por Real Decreto-Ley de 3 de noviembre de 1928, como respuesta a la opinión pública que demandaba poner bajo una sola dirección los servicios que afectaban a la economía nacional, tanto en lo que se refiere a la producción, como al comercio y consumo; y que hasta la fecha se encontraban dispersos entre el resto de los Departamentos ministeriales. De él dependía el Consejo de Economía Nacional, aunque ligeramente modificado, continuando con su labor de recoger y contrastar las realidades del país en torno a todos y cada uno de los sectores de su vida económica. Quedó integrado además por los siguientes organismos:
- El Ministerio de Fomento transfirió la Dirección General de Agricultura, con las cámaras agrícolas, consejo agronómico y asociación de Ganaderos y los servicios de Higiene y Sanidad pecuaria.
- La Presidencia del Consejo de Ministros transfirió el Consejo de Economía Nacional y Dirección General de Aranceles y Valoraciones, cuyo titular era el vicepresidente del mencionado Consejo.
- Procedente de los ministerios de Trabajo y Gobernación se transfirieron respectivamente los ramos del Comercio y de Abastos, que se reunieron en una misma Dirección General de Comercio y Abastos.
- El Ministerio de Trabajo, La Dirección General de Industria, con la Escuela de Ingenieros Industriales, así como las inspecciones provinciales.

Durante ese periodo su sede estuvo en el mismo edificio del Ministerio de Fomento, con excepción del Consejo de Economía Nacional que estaba situado en la calle Magdalena, 12 (Madrid).
El Ministerio desapareció por Decreto de 16 de diciembre de 1931. Sus servicios se distribuyeron entre los ministerios de Agricultura, Industria y Comercio; Fomento y Trabajo. El Consejo de la Economía Nacional se transformó en el Consejo ordenador de la Economía Nacional, dependiente de la cartera de Industria y Comercio.
En plena guerra Civil el gobierno de la República creó un Ministerio de Hacienda y Economía, primero con sede en Barcelona y después en Valencia. El titular de la nueva institución fue Juan Negrín, quien a su vez desempeña la Presidencia del Consejo de Ministros. Su creación se ordena por Decreto de 17 de mayo de 1937 y sus funciones y estructura se dictaron por Decreto de 27 de ese mismo mes.

### El Ministerio de Economía republicano en Barcelona
La nueva cartera se creó como respuesta a la necesidad de unificar la política económica del Gobierno en plena contienda, y acabar así con la diversa y a veces contradictoria orientación que venía dándose a la regulación de los asuntos económicos y coordinar sobre todo las transacciones comerciales internacionales con el de los sistemas empleados de pago y defender así los intereses del Tesoro. El Ministerio se articuló en torno a dos subsecretarías, una de Hacienda y otra de Economía. Esta última comprendía las direcciones generales de Economía, Abastecimientos, Comercio y Minas. 
La existencia específica de una cartera de Economía se interrumpe en 1939, sin embargo durante todo el Franquismo surgirán una serie de órganos que llevarán a la nueva creación del Ministerio de Economía en 1977, dentro de la remodelación de la Administración General del Estado necesaria para lograr la Transición política.

### De la autarquía económica al desarrollismo de los años sesenta
La catastrófica situación en que quedó sumido el país tras la Guerra Civil y el colapso de los mercados internacionales motivado por la Segunda Guerra Mundial, harán que se cree un nuevo Consejo de Economía Nacional.
El nuevo organismo vigilaba que todos los departamentos ministeriales siguieran las directrices económicas del Gobierno de una manera armónica y coordinada. Su régimen jurídico le constituyó como organismo autónomo de trabajo, consultivo, asesor y técnico en todos los asuntos que afectasen a la economía nacional. Dependía directamente de la Presidencia del Gobierno. La importancia del Consejo se irá incrementando, tanto que institucionalmente su presidente se equiparará a los de Las Cortes, el Tribunal Supremo de Justicia, el de Cuentas del Reino y del Consejo de Estado. Su poder e influencia en materia económica, orientado siempre hacia la autarquía, será igual a la de la Secretaría General del Movimiento. Finalmente el Presidente tuvo rango de Ministro sin cartera.
Su vinculación al sector más inmovilista del régimen en materia de economía significará el inicio de su decadencia. Enfrentado abiertamente a los ministerios de Hacienda y de Comercio por el giro que el Plan de Estabilización había dado hacia una economía capitalista, el Consejo de Economía Nacional comienza a perder importancia paulatinamente en los años sesenta. Desaparecía en 1977, absorbido por el nuevo Ministerio de Economía. 
Otros órganos vinculados con el control por parte del Estado del desarrollo económico, y que se consideran antecedentes remotos del Ministerio de Economía fueron la Oficina de coordinación y Programación Económica (OCYPE), que funcionaría entre 1957 y 1962; y la Comisaría del Plan de Desarrollo Económico, que funcionó entre 1962 y 1973; ambos organismos dependieron de la Presidencia del Gobierno. En 1973 se creó el Ministerio de Planificación del Desarrollo
Durante los gobiernos de Arias Navarro se creó una Vicepresidencia del Gobierno para asuntos económicos, cargo que recayó en el titular de la cartera de Hacienda. El nuevo cargo implicaba la desaparición del Ministerio de Planificación del Desarrollo, quedando su Subsecretaría adscrita a la Comisión Delegada del Gobierno para Asuntos Económicos.

### Las bases económicas de la Transición
La nueva creación del Ministerio de Economía en 1977 tiene lugar en circunstancias coyunturales y de gran trascendencia para la Historia de nuestro país.
Iniciada la Transición política, el segundo Gobierno presidido por Suárez fue consciente de que el proceso constitucional se vería seriamente obstaculizado si no existía una coyuntura económica de crecimiento. Las circunstancias eran totalmente contrarias debido a la grave situación por la que atravesaba el país por la crisis del petróleo de 1973, la ineficacia de las medidas adoptadas por los últimos gobiernos del Régimen; así como la acentuación de los problemas latentes: inflación, paro, déficit exterior, déficit del sector público, ausencia de inversiones.
Las soluciones institucionales implicaron la remodelación de la Administración General del Estado dando lugar a la creación de la Vicepresidencia Segunda del Gobierno para asuntos económicos y del cargo de Ministro de Economía mediante la serie de reales decretos rubricados en 4 de abril de 1977, nombramientos que recaen en Fuentes Quintana. Con el Ministerio de Economía se crea el órgano necesario para agrupar en un único departamento las distintas competencias en materia de organización y planificación económica y para poder singularizar las decisiones sobre política económica extrayéndolas en parte del Ministerio de Hacienda. Su cometido principal era establecer las líneas directrices de la política económica general, la programación a corto y medio plazo y el estudio de la propuesta de las medidas aconsejables para garantizar la buena marcha de la economía del país.
El crear además la Vicepresidencia segunda, y unir ambos cargos en un mismo titular, reforzaba la autoridad del nuevo Ministerio, ya que su titular pasaba a ser el presidente de la Comisión Delegada del Gobierno para asuntos económicos,  en ausencia de su titular, y por delegación del Presidente del Gobierno. La labor de la Vicepresidencia y del Ministerio, junto el de la cartera de Hacienda, fundamentan los pactos de la Moncloa como instrumento de la programación económica necesaria con que sostener la transición política y garantizar el futuro del proceso constitucional. Durante el último gobierno de Suárez se fundieron en una, las carteras de Economía y de Comercio. 
Las reformas administrativas llevadas a cabo por el primer gobierno presidido por Felipe González llevaron en 1982 a la fusión en uno de los departamentos de Hacienda y de Economía y Comercio, naciendo el Ministerio de Economía y Hacienda. Este organismo ha seguido funcionando continuamente con la excepción de la VII legislatura, bajo la presidencia de José María Aznar, en la que se separaron en dos las carteras de Hacienda y de Economía, como ya se ha dicho anteriormente.

## Denominaciones del Ministerio
A continuación se muestra una tabla con los departamentos ministeriales que han asumido competencias en Economía a lo largo de la historia:
| Periodo (Año/Mes/Día)   | Legislatura          | Denominación del ministerio                               |
| ----------------------- | -------------------- | --------------------------------------------------------- |
| 1928/11/03 - 1930/01/21 |                      | Ministerio de Economía Nacional                           |
| 1930/01/21 - 1930/01/21 |                      | Ministerio de Economía Nacional                           |
| 1930/01/21 - 1930/02/03 |                      | Ministerio de Economía Nacional                           |
| 1930/02/03 - 1930/08/20 |                      | Ministerio de Economía Nacional                           |
| 1930/08/20 - 1931/02/18 |                      | Ministerio de Economía Nacional                           |
| 1931/02/18 - 1931/04/14 |                      | Ministerio de Economía Nacional                           |
| 1931/04/14 - 1931/10/14 |                      | Ministerio de Economía Nacional                           |
| 1931/10/14 - 1931/12/16 |                      | Ministerio de Economía                                    |
| 1977/07/04 - 1979/04/05 | Constit. (Suárez)    | Ministerio de Economía                                    |
| 1979/04/05 - 1980/09/08 | I (Suárez)           | Ministerio de Economía                                    |
| 1980/09/08 - 1981/02/26 | I (Suárez)           | Ministerio de Economía y Comercio                         |
| 1981/02/26 - 1982/12/02 | I (Calvo-Sotelo)     | Ministerio de Economía y Comercio                         |
| 1982/12/02 - 1986/07/25 | II (González)        | Ministerio de Economía y Hacienda                         |
| 1986/07/25 - 1989/12/06 | III (González)       | Ministerio de Economía y Hacienda                         |
| 1989/12/06 - 1993/07/13 | IV (González)        | Ministerio de Economía y Hacienda                         |
| 1993/07/13 - 1996/05/05 | V (González)         | Ministerio de Economía y Hacienda                         |
| 1996/05/05 - 2000/04/27 | VI (Aznar)           | Ministerio de Economía y Hacienda                         |
| 2000/04/27 - 2004/04/17 | VII (Aznar)          | Ministerio de Economía                                    |
| 2004/04/17 - 2008/04/01 | VIII (Zapatero)      | Ministerio de Economía y Hacienda                         |
| 2008/04/01 - 2011/12/21 | IX (Zapatero)        | Ministerio de Economía y Hacienda                         |
| 2011/12/21 - 2016/11/03 | X y XI (Rajoy)       | Ministerio de Economía y Competitividad                   |
| 2016/12/03 - 2018/06/07 | XII (Rajoy)          | Ministerio de Economía, Industria y Competitividad        |
| 2018/06/07 - 2020/01/13 | XII y XIII (Sánchez) | Ministerio de Economía y Empresa                          |
| 2020/01/13 - 2023/11-21 | XIV (Sánchez)        | Ministerio de Asuntos Económicos y Transformación Digital |
| 2023/11/21 -            | XV (Sánchez)         | Ministerio de Economía, Comercio y Empresa                |

## Lista de Secretarios de Estado de Economía
- José Ramón Álvarez Rendueles (1977-1978) - Como Secretario de Estado para la Coordinación y Programación Económicas -
- José Luis Leal Maldonado (1978-1979) - Como Secretario de Estado para la Coordinación y Programación Económicas-
- Miguel Ángel Fernández Ordóñez (1982-1986) - Como Secretario de Estado de Economía y Planificación -
- Guillermo de la Dehesa (1986-1988)
- Pedro Pérez Fernández (1988-1993)
- Alfredo Pastor Bodmer (1993-1995)
- Manuel Conthe Gutiérrez (1995-1996).
- Cristóbal Montoro (1996-2000)
- José Folgado (2000-2002) - Como Secretario de Estado de Economía, de la Energía y de la Pequeña y Mediana Empresa -
- Luis de Guindos (2002-2004)
- David Vegara (2004-2009)
- José Manuel Campa (2009-2011).
- Fernando Jiménez Latorre (2011-2014) - Como Secretario de Estado de Economía y Apoyo a la Empresa -
- Íñigo Fernández de Mesa Vargas (2014-2016) - Como Secretario de Estado de Economía y Apoyo a la Empresa -
- Irene Garrido Valenzuela (2016-2018) - Como Secretaria de Estado de Economía y Apoyo a la Empresa -
- Ana de la Cueva Fernández (2018-2021) - Como Secretaria de Estado de Economía y Apoyo a la Empresa -
- Gonzalo García Andrés (2021-2024) - Como Secretario de Estado de Economía y Apoyo a la Empresa -
- Israel Arroyo Martínez (2024-) - Como Secretario de Estado de Economía y Apoyo a la Empresa -

## Lista de Secretarios Generales
- Secretaría General del Tesoro y Financiación Internacional
  - Paula Conthe Calvo (2024-)
  - Carlos Cuerpo Caballero (2021-2023)
  - Carlos San Basilio Pardo (2018-2021)
- Secretaría General del Tesoro y Política Financiera
  - Emma Navarro Aguilera (2016-2018)
  - Rosa María Sánchez-Yebra Alonso (2014-2016)
  - Íñigo Fernández de Mesa Vargas (2011-2014)
- Secretaría General de Política Económica y Economía Internacional
  - Ángel Torres Torres (2008-2011)
- Secretaría General de Política Económica y Defensa de la Competencia
  - Ángel Torres Torres (2006-2008)
  - Luis de Guindos Jurado (2000-2002)
- Secretaría General de Economía Internacional y Competencia
  - José Juan Ruiz Gómez (1991-1993)
- Secretaría General de Economía y Planificación.
  - Pedro Pérez Fernández (1986)
  - Miguel Muñiz de las Cuevas (1982-1986)

## Lista de Subsecretarios de Economía
| Nombre                                   | Cuerpo de funcionarios                                           | Año de nacimiento | Fecha de nombramiento    |
| ---------------------------------------- | ---------------------------------------------------------------- | ----------------- | ------------------------ |
| Manuel Jesús Lagares Calvo (1)           | Cuerpo de Inspectores de Hacienda del Estado                     | 1941              | 11 de julio de 1977      |
| Francisco Javier Moral Medina (1)        | Cuerpo de Inspectores de Hacienda del Estado                     | 1944              | 10 de marzo de 1978      |
| José Montes Fernández (1)                | Cuerpo Superior de Técnicos Comerciales y Economistas del Estado |                   | 19 de mayo de 1980       |
| José Enrique García Roméu Fleta (1)      | Fiscal                                                           | 1938              | 26 de septiembre de 1980 |
| José Antonio Cortés Martínez (2)         | Cuerpo de Inspectores de Hacienda del Estado                     |                   | 22 de diciembre de 1982  |
| Miguel Martín Fernández (2)              |                                                                  | 1943              | 15 de febrero de 1984    |
| José María García Alonso (2)             | Cuerpo de Inspectores de Hacienda del Estado                     | 1944              | 1 de agosto de 1986      |
| Enrique Martínez Robles (2)              | Cuerpo de Inspectores de Hacienda del Estado                     | 1944              | 22 de abril de 1988      |
| Juan Antonio Blanco-Magadán y Amutio (2) | Cuerpo Superior de Administradores Civiles del Estado            | 1947              | 23 de julio de 1993      |
| Fernando Díez Moreno (2)                 | Cuerpo de Abogados del Estado                                    | 1941              | 10 de mayo de 1996       |
| Miguel Crespo Rodríguez (1)              | Cuerpo de Abogados del Estado                                    | 1961              | 5 de mayo de 2000        |
| Juana Lázaro Ruiz (2)                    | Cuerpo de Inspectores de Hacienda del Estado                     | 1950              | 19 de abril de 2004      |
| Miguel Temboury Redondo (3)              | Cuerpo de Abogados del Estado                                    | 1969              | 23 de diciembre de 2011  |
| Alfredo González-Panizo Tamargo (4)      | Cuerpo de Abogados del Estado                                    | 1975              | 11 de noviembre de 2016  |
| Amparo López Senovilla (5) (6)           | Cuerpo de Abogados del Estado                                    | 1975              | 22 de junio de 2018      |
| Aída Fernández González (6)              | Cuerpo Superior de Administradores Civiles del Estado            |                   | 14 de mayo de 2024       |

- (1) Subsecretario de Economía.
- (2) Subsecretario de Economía y Hacienda.
- (3) Subsecretario de Economía y Competitividad.
- (4) Subsecretario de Economía, Industria y Competitividad
- (5) Subsecretaria de Economía y Empresa
- (6) Subsecretaría de Economía, Comercio y Empresa

## Lista de Directores Generales
- Dirección de Gabinete del Ministro
  - Julio Manuel Poyo-Guerrero Rodríguez (2024-)
  - Andrés Valverde Álvarez (2022-2024)
  - Judith Arnal Martínez (2021-2022)
  - Carmen Balsa Pascual (2018-2021)
  - Tomás Nasarre Serrano (2018)
  - María Palanca Reh (2016-2018)
  - Cristina Fernández Cabrera (2015-2016)
  - Emma Navarro Aguilera (2014-2015)
  - María Sánchez-Yebra Alonso (2011-2014)
  - Jorge Serrano Martínez (2011)
  - Luis Díez Martín (2007-2011)
  - María Soledad Abad Rico (2004-2007)
  - Beatriz Gloria Viana Miguel (2003-2004)
  - Manuel Lamela Fernández (2003)
  - Jaime Pérez Renovales (2001-2003)
  - Miguel Ángel Sánchez Sánchez (1998-2001)
  - Elena Pisonero Ruiz (1997-1998)
  - José María Roldan Alegre (1996-1997)
  - Jordi Sevilla Segura (1993-1996)
  - Joaquín de la Herrán Mendívil (1992-1993)
  - Luis Sempere Couderc (1985-1992)
  - Petra Mateos-Aparicio Morales (1982-1985)
  - Germán Calvillo Urabayen (1981-1982)
  - Luis Escauriaza Ibáñez (1979-1981)
  - Alfredo Escribano Martínez (1977-1978)
- Dirección General de Política Económica
  - Víctor Ausín Rodríguez (2024-)
  - Elena Aparici Vázquez de Parga (2020-2023)
  - Luis Martí Álvarez (2018-2020)
  - Rodrigo Madrazo García de Lomana (2015-2018)
  - Ignacio Mezquita Pérez-Andújar (2012-2015)
  - Antonio Carrascosa Morales (2011-2012)
  - Juan Enrique Gradolph Cadierno (2006-2011)
  - Ángel Torres Torres (2004-2006)
  - José Luis Pascual Pascual (2003-2004)
  - Belén Romana García (2000-2003)
  - Luis Albentosa Puche (1990-1996)
  - Antonio García de Blas (1985-1990)
  - José Montes Fernández (1984-1985)
  - Pedro Pérez Fernández (1982-1985)
  - Crisanto Plaza Sayón (1978-1979)
  - José Luis Leal Maldonado (1977-1978)
- Dirección General de Política Económica y Defensa de la Competencia
  - Luis de Guindos Jurado (1996-2000)
  - Luis Albentosa Puche (1996)
- Dirección General de Previsión y Coyuntura
  - Ángel Laborda Peralta (1995-1996)
  - Federico Prades Sierra (1985-1991)
  - Anselmo Calleja Siero (1977-1985)
- Dirección General de Defensa de la Competencia
  - Carlos Pascual Pons (2006-2007)
  - Nadia Calviño Santamaría (2004-2007)
  - Fernando Jiménez Latorre (2002-2004)
  - Genaro González Palacios (1995-1996)
  - Pedro Moriyón Díez-Canedo (1992-1995)
  - Miguel Comenge Puig (1985-1992)
- Dirección General de Análisis Macroeconómico 
  - Eduardo Aguilar García (2024-)
  - Víctor Ausín Rodríguez (2021-2024)
  - Carlos Cuerpo Caballero (2020-2021)
  - Pilar Mas Rodríguez (2018-2020)
- Dirección General de Análisis Macroeconómico y Economía Internacional
  - Pilar Mas Rodríguez (2016-2018)
  - Jorge Dajani González (2014-2016)
  - Alberto Soler Vera (2012-2014)
  - Álvaro Sanmartín Antelo (2008-2009)
- Dirección General de Economía Internacional y Transacciones Exteriores
  - Joaquín de la Herrán Mendívil (1993-1996)
- Dirección General de Transacciones Exteriores
  - Fernando Eguidazu Palacios (1991-1993)
  - Javier Fernández Méndez de Andes (1990-1991)
  - Luis Alcaide de la Rosa (1988-1989)
  - Manuel Conthe Gutiérrez (1986-1988)
  - Gerardo Burgos Belascoaín (1982-1986)
  - Juan Ignacio Comín Oyarzábal (1981-1982)
  - Enrique Puig Rojas (1977-1981)
- Dirección General del Tesoro y Política Financiera
  - Carla María Díaz Álvarez de Toledo (2024-)
  - Álvaro López Barceló (2022-2024)
  - Pablo de Ramón-Laca Clausen (2020-2022)
  - Elena Aparici Vázquez de Parga (2018-2020)
  - Soledad Núñez Ramos (2005-2011)
  - Belén Romana García (2003-2005)
  - Gloria Hernández García (1999-2003)
  - Jaime Caruana Lacorte (1996-1999)
  - Manuel Conthe Gutiérrez (1988-1995)
  - Pedro Martínez Méndez (1986-1988)
  - José María García Alonso (1985-1986)
  - Raimundo Ortega Fernández (1982-1985)
- Dirección General del Tesoro
  - Carlos San Basilio Pardo (2016-2018)
  - José María Fernández Rodríguez (2014-2016)
  - Juan Aracil Martín (1980-1982)
  - Juan Viñas Peya (1979-1980)
  - Miguel Martín Fernández (1978-1979)
  - Rafael Gimeno de la Peña (1976-1978)
- Dirección General de Política Financiera
  - Pedro Carrión Herrero (1982)
  - Victorio Valle Sánchez (1979-1982)
  - Juan José Toribio Dávila (1977-1979)
- Dirección General de Seguros y Fondos de Pensiones
  - José Antonio Fernández de Pinto (2024-)
  - Sergio Álvarez Camiña (2017-2024)
  - María Flavia Rodríguez-Ponga Salamanca (2011-2017)
  - Ricardo Lozano Aragüés (2004-2011)
  - José Carlos García de Quevedo Ruiz (2002-2004)
  - María del Pilar González de Frutos (2000-2002)
- Dirección General de Seguros
  - María del Pilar González de Frutos (1997-2000)
  - Antonio Fernández Toraño (1994-1997)
  - Eduardo Aguilar Fernández-Hontoria (1991-1994)
  - Guillermo Kessler Saiz (1988-1991)
  - León Benelbas Tapiero (1987-1988)
  - Pedro Fernández-Rañada de la Gándara (1985-1987)
  - José María García Alonso (1984-1985)
  - Joaquín Tejero Nieves (1982-1984)
  - Luis Angulo Rodríguez (1979-1982)
  - Fernando del Caño Escudero (1976-1979)
- Dirección General de Financiación Internacional
  - Inés Carpio San Román (2024-)
  - Gonzalo García Andrés (2010-2011)
  - María Jesús Fernández García (2008-2010)
  - Isabel Riaño Ibáñez (2006-2008)
  - Ramón Guzmán Zapater (2003-2006)
  - Gonzalo Ramos Puig (2000-2003)
- Dirección General de Planificación
  - Ángel Torres Torres (1994-1996)
  - César Molinas Sans (1991-1994)
  - José Alberto Zaragoza Rameau (1988-1991)
  - Antonio Zabalza Martí (1987-1988)
  - Julio Viñuela Díaz (1984-1987)
  - Carlos Sebastián Gascón (1983-1984)
  - Ricardo López Álvarez (1979-1982)
  - Rafael Bermejo Blanco (1978-1979)
  - Julio Alcaide Inchausti (1977-1978)
- Dirección General de Coordinación del Plan
  - Alfonso García Santa Cruz (1982-1987)
- Dirección General de Planificación, Coordinación y Difusión Estadística
  - Miguel Ángel Castro Puente (2012-)
- Dirección General del Fondo de Reestructuración Ordenada Bancaria
  - Jaime Ponce Huerta (2015)
  - Antonio Carrascosa Morales (2012-2015)
- Dirección General de Inversiones Exteriores
  - Pilar Morán Reyero (1994-1996)
  - José Antonio Zamora Rodríguez (1991-1993)
  - Javier Fernández Méndez de Andés (1991)
- Dirección General de Transacciones Exteriores
  - Joaquín de la Herrán Mendívil (1993-1996)
  - Fernando Eguidazu Palacios (1991-1993)
  - Javier Fernández Méndez de Andés (1990-1991)
  - Luis Alcaide de la Rosa (1988-1989)
  - Manuel Conthe Gutiérrez (1986-1988)
  - Gerardo Burgos Belascoaín (1982-1986)
  - Juan Ignacio Comín Oyarzábal (1981-1982)
  - Enrique Puig Rojas (1977-1981)
- Dirección General de Servicios y Coordinación Territorial
  - José Luis Borque Ortega (2008-2010)
- Dirección General de Digitalización e Inteligencia Artificial
  - Ángel Luis Sánchez Aristi (2021)
- Dirección General de Servicios
  - María Mercedes Díez Sánchez (1994-1996)
  - José Luis Blanco Sevilla (1984-1994)
  - Alfonso Jorquera Martínez (1982-1984)
- Dirección General de Coordinación y Servicios
  - José Manuel Reyero García (1979-1982)
- Secretaría General Técnica
  - Lucía Zabía Mata (2024-)
  - Francisco Javier Peñalver Hernández (2022-2024)
  - Yago Fernández Badía (2020-2022)
  - José María Alonso Monforte (2018-2020)
  - Alejandro Rubio González (2016-2018)
  - Alfredo González-Panizo Tamargo (2013-2016)
  - José Luis Viada Rubio (2012-2013)
  - Lourdes Centeno Huerta (2011-2012)
  - Francisco Javier González Ruiz (2004-2012)
  - Juan Daniel Salido del Pozo (2000-2004)
  - Eduardo Abril Abadín (1997-2000)
  - María Mercedes Díez Sánchez (1996-1997)
  - Rosa Rodríguez Moreno (1989-1996)
  - Jesús Rodrigo Fernández (1985-1989)
  - Pedro Solbes Mira (1982-1985)
  - Luis María Linde de Castro (1978-1982)
  - Matías Rodríguez Inciarte (1977-1978)